# Gran Premio motociclistico di Cecoslovacchia 1982
Il Gran Premio motociclistico di Cecoslovacchia 1982 fu il dodicesimo appuntamento del motomondiale 1982.
Si svolse il 29 agosto 1982 sul circuito di Brno e vide la vittoria di Didier de Radiguès nella classe 350, di Carlos Lavado nella classe 250, di Eugenio Lazzarini nella classe 125 e dell'equipaggio Alain Michel-Michael Burkhard tra i sidecar.

## Classe 350
Vittoria per il pilota belga Didier de Radiguès davanti al tedesco Anton Mang e allo svizzero Jacques Cornu. Con il secondo posto Mang supera in classifica generale il francese Jean-François Baldé, giunto qui al quattordicesimo posto, quando manca ormai solo una prova alla conclusione.

### Arrivati al traguardo
| Pos. | Nº | Pilota              | Motocicletta | Tempo    | Griglia | Punti |
| ---- | -- | ------------------- | ------------ | -------- | ------- | ----- |
| 1º   | 17 | Didier de Radiguès  | Chevallier   | 45.24.89 | 1       | 15    |
| 2º   | 1  | Anton Mang          | Kawasaki     | 45.37.94 | 2       | 12    |
| 3º   | 8  | Jacques Cornu       | Yamaha       | 46.00.95 | 3       | 10    |
| 4º   | 7  | Thierry Espié       | Chevallier   | 46.02.35 | 9       | 8     |
| 5º   | 9  | Éric Saul           | Chevallier   | 46.03.15 | 6       | 6     |
| 6º   | 14 | Gustav Reiner       | Yamaha       | 46.11.30 | 13      | 5     |
| 7º   | 26 | Christian Sarron    | Yamaha       | 46.22.58 | 8       | 4     |
| 8º   | 29 | Siegfried Minich    | Rotax        | 46.24.13 | 12      | 3     |
| 9º   | 19 | Tony Head           | Armstrong    | 46.24.15 | 10      | 2     |
| 10º  | 5  | Carlos Lavado       | Yamaha       | 46.28.10 | 4       | 1     |
| 11º  | 22 | Alan North          | Yamaha       | 46.37.96 | 7       |       |
| 12º  | 18 | Wolfgang von Muralt | Yamaha       | 46.43.45 | 16      |       |
| 13º  | 12 | Martin Wimmer       | Yamaha       | 46.43.71 | 20      |       |
| 14º  | 3  | Jean-François Baldé | Kawasaki     | 46.44.92 | 24      |       |
| 15º  | 31 | Roger Sibille       | Yamaha       | 47.02.40 | 14      |       |
| 16º  | 36 | Pierre Bolle        | Yamaha       | 47.02.70 | 18      |       |
| 17º  | 4  | Patrick Fernandez   | Bartol       | 47.19.70 | 5       |       |
| 18º  | 41 | Steve Williams      | Yamaha       | 47.22.18 | 26      |       |
| 19º  | 34 | Edwin Weibel        | Yamaha       | 47.22.74 | 17      |       |
| 20º  | 40 | Reino Eskelinen     | Yamaha       | 47.23.02 | 19      |       |
| 21º  | 39 | Andreas Berger      | Yamaha       | 47.50.92 | 32      |       |
| 22º  | 35 | Bruno Lüscher       | Yamaha       | 48.08.07 | 35      |       |
| 23º  | 56 | Hans Naef           | Yamaha       | 48.08.60 | 30      |       |
| 24º  | 57 | Rudi Gächter        | Yamaha       | 48.08.95 | 33      |       |
| 25º  | 42 | Peter Balaz         | Rotax        | 48.11.97 | 27      |       |
| 26º  | 47 | Pavol Dekanek       | Yamaha       | 48.22.97 | 31      |       |

### Ritirati
| Nº | Pilota              | Motocicletta | Griglia |
| -- | ------------------- | ------------ | ------- |
| 55 | Petr Hlavatka       | Yamaha       | 41      |
| 21 | Michael Lederer     | Yamaha       | 37      |
| 49 | Peter Majoros       | Yamaha       | 44      |
| 11 | Jakob Mansser       | Yamaha       | 43      |
| 20 | Pekka Nurmi         | Yamaha       | 21      |
| 52 | Friedrich Pöschl    | Yamaha       | 42      |
| 48 | Bohumil Stasa       | Yamaha       | 39      |
| 25 | Massimo Matteoni    | Yamaha       | 11      |
| 54 | Thierry Feuz        | Yamaha       | 29      |
| 38 | Attilio Riondato    | Yamaha       | 22      |
| 32 | René Delaby         | Yamaha       | 23      |
| 16 | Dick van Logchem    | Yamaha       | 40      |
| 28 | Herbert Hauf        | Yamaha       | 38      |
| 33 | Franz Kaserer       | Yamaha       | 37      |
| 23 | Eero Hyvärinen      | Yamaha       | 28      |
| 43 | Josef Hutter        | Yamaha       | 34      |
| 51 | Karl-Thomas Grässel | Yamaha       | 15      |
| 15 | Jeffrey Sayle       | Yamaha       | 25      |

## Classe 250
Nella quarto di litro si è imposto il venezuelano Carlos Lavado davanti al francese Jean-Louis Tournadre (che in questo modo rafforza la sua prima posizione in classifica iridata davanti ad Anton Mang giunto qui ottavo) e al tedesco Martin Wimmer.

### Arrivati al traguardo
| Pos. | Nº | Pilota               | Motocicletta | Tempo    | Griglia | Punti |
| ---- | -- | -------------------- | ------------ | -------- | ------- | ----- |
| 1º   | 4  | Carlos Lavado        | Yamaha       | 42.57.18 | 7       | 15    |
| 2º   | 7  | Jean-Louis Tournadre | Yamaha       | +9"710   | 5       | 12    |
| 3º   | 8  | Martin Wimmer        | Yamaha       | +13"110  | 4       | 10    |
| 4º   | 46 | Sito Pons            | Rotax        | +13"820  | 11      | 8     |
| 5º   | 5  | Patrick Fernandez    | Bartol       | +14"870  | 2       | 6     |
| 6º   | 3  | Roland Freymond      | MBA          | +29"060  | 3       | 5     |
| 7º   | 17 | Christian Estrosi    | Pernod       | +37"440  | 6       | 4     |
| 8º   | 1  | Anton Mang           | Kawasaki     | +38"130  | 8       | 3     |
| 9º   | 30 | Massimo Matteoni     | Yamaha       | +38"440  | 13      | 2     |
| 10º  | 16 | Jean-Marc Toffolo    | Rotax        | +38"790  | 9       | 1     |
| 11º  | 35 | Jacques Bolle        | Yamaha       | 43.36.32 | 17      |       |
| 12º  | 36 | Bruno Lüscher        | Yamaha       | 44.11.27 | 19      |       |
| 13º  | 19 | Tony Head            | Armstrong    | 44.11.66 | 27      |       |
| 14º  | 21 | Herbert Besendörfer  | Yamaha       | 44.26.31 | 26      |       |
| 15º  | 15 | Etienne Geeraerd     | Armstrong    | 44.27.44 | 14      |       |
| 16º  | 44 | Edwin Weibel         | Yamaha       | 44.42.62 | 21      |       |
| 17º  | 45 | Eero Hyvärinen       | Yamaha       | 44.45.16 | 25      |       |
| 18º  | 37 | Michel Galbit        | Yamaha       | 44.48.52 | 16      |       |
| 19º  | 52 | Hans Müller          | Yamaha       | 45.03.47 | 20      |       |
| 20º  | 38 | Paul Harris          | Yamaha       | 45.20.36 | 37      |       |
| 21º  | 41 | Franco Marcheggiani  | Yamaha       | 45.20.93 | 28      |       |
| 22º  | 12 | Jeffrey Sayle        | Armstrong    | 45.21.33 | 30      |       |
| 23º  | 23 | Karl Thomas Bacher   | Yamaha       | 45.22.99 | 33      |       |
| 24º  | 59 | Nedy Crotta          | Yamaha       | 45.23.59 | 39      |       |
| 25º  | 29 | Jean-Michel Mattioli | Yamaha       | 45.24.18 | 29      |       |
| 26º  | 57 | Luis Miguel Reyes    | Kobas        | 46.00.63 | 38      |       |
| 27º  | 51 | Johnny Scott         | Yamaha       | 46.33.53 | 36      |       |
| 28º  | 20 | Constant Pittet      | Yamaha       | +1 giro  | 32      |       |

### Ritirati
| Nº | Pilota                 | Motocicletta | Griglia |
| -- | ---------------------- | ------------ | ------- |
| 9  | Didier de Radiguès     | Chevallier   | 1       |
| 24 | Stefan Klabacher       | Rotax        | 31      |
| 11 | Thierry Espié          | Pernod       | 10      |
| 34 | Leif Nielsen           | Rotax        | 35      |
| 6  | Jean-Louis Guignabodet | Kawasaki     | 18      |
| 54 | Marian Srna            | Rotax        | 24      |
| 14 | Paolo Ferretti         | MBA          | 15      |
| 31 | Christian Sarron       | Yamaha       | 22      |
| 58 | Pierluigi Aldrovandi   | Yamaha       | 35      |
| 40 | Massimo Broccoli       | Ad Majora    | 23      |
| 26 | Jacques Cornu          | Yamaha       | 12      |
| 2  | Jean-François Baldé    | Kawasaki     | 41      |
| 49 | Jan Bartunek           | Jawa         | 45      |
| 39 | Pierre Bolle           | Yamaha       | 42      |
| 56 | José Moreno            | Kobas        | 46      |
| 48 | Vladimir Jarolim       | Yamaha       | 43      |
| 25 | Michel Simeon          | Yamaha       | 44      |
| 28 | Dick van Logchem       | Yamaha       | 40      |

## Classe 125
Per la 125 è questo l'ultimo appuntamento stagionale, con il campionato mondiale già assegnato da tempo; si è imposto l'italiano Eugenio Lazzarini (che ottiene anche il titolo di vicecampione mondiale), davanti al venezuelano Ivan Palazzese e allo spagnolo Ricardo Tormo.

### Arrivati al traguardo
| Pos. | Nº | Pilota             | Motocicletta | Tempo    | Griglia | Punti |
| ---- | -- | ------------------ | ------------ | -------- | ------- | ----- |
| 1º   | 2  | Eugenio Lazzarini  | Garelli      | 45.08.93 | 4       | 15    |
| 2º   | 7  | Ivan Palazzese     | MBA          | 45.11.22 | 5       | 12    |
| 3º   | 8  | Ricardo Tormo      | Sanvenero    | 45.18.55 | 10      | 10    |
| 4º   | 4  | Hans Müller        | MBA          | 45.36.56 | 1       | 8     |
| 5º   | 15 | Gerhard Waibel     | MBA          | 46.06.66 | 7       | 6     |
| 6º   | 14 | August Auinger     | MBA          | 46.06.99 | 2       | 5     |
| 7º   | 24 | Bruno Kneubühler   | MBA          | 46.07.75 | 9       | 4     |
| 8º   | 44 | Domenico Brigaglia | MBA          | 46.08.52 | 13      | 3     |
| 9º   | 12 | Jean-Claude Selini | MBA          | 46.33.93 | 11      | 2     |
| 10º  | 22 | Henk van Kessel    | MBA          | 47.16.44 | 20      | 1     |
| 11º  | 16 | Johnny Wickström   | MBA          | 47.16.87 | 19      |       |
| 12º  | 34 | Erich Klein        | MBA          | 47.18.84 | 17      |       |
| 13º  | 21 | Olivier Liegeois   | Sanvenero    | 47.19.15 | 12      |       |
| 14º  | 6  | Willy Pérez        | MBA          | 47.33.02 | 15      |       |
| 15º  | 47 | Peter Balaz        | MBA          | 48.23.21 | 18      |       |
| 16º  | 41 | Jan Bäckström      | MBA          | 49.01.60 | 26      |       |
| 17º  | 37 | Ilkka Jaakkola     | MBA          | 49.01.98 | 28      |       |
| 18º  | 53 | Helmut Lichtenberg | MBA          | 49.03.13 | 32      |       |
| 19º  | 46 | Zbynek Havdra      | MBA          | 49.03.52 | 24      |       |
| 20º  | 33 | Peter Sommer       | MBA          | +1 giro  | 30      |       |
| 21º  | 19 | Carlo Succi        | MBA          | +1 giro  | 38      |       |
| 22º  | 55 | Tore Alexandersson | MBA          |          | 37      |       |
| 23º  | 36 | Patrick Gross      | Condor       | +2 giri  | 40      |       |

### Ritirati
| Nº | Pilota               | Motocicletta | Griglia |
| -- | -------------------- | ------------ | ------- |
| 30 | Pierluigi Aldrovandi | MBA          | 3       |
| 48 | Ladislav Polak       | MBA          | 42      |
| 26 | Chris Baert          | MBA          | 34      |
| 18 | Paul Bordes          | MBA          | 31      |
| 23 | Hans-Jürgen Hummel   | Sachs        | 23      |
| 38 | Willem Heykoop       | Sanvenero    | 25      |
| 50 | Bedřich Fendrich     | Juventa      | 39      |
| 9  | Maurizio Vitali      | Garelli      | 14      |
| 17 | Per-Edvard Carlsson  | MBA          | 21      |
| 39 | Jacky Hutteau        | MBA          | 35      |
| 52 | Bady Hassaine        | MBA          | 41      |
| 10 | Hugo Vignetti        | Sanvenero    | 22      |
| 31 | Reiner Koster        | MBA          | 36      |
| 20 | Anton Straver        | MBA          | 8       |
| 42 | János Drapál         | Morbidelli   | 29      |
| 11 | Stefan Dörflinger    | Morbidelli   | 6       |
| 32 | Matti Kinnunen       | MBA          | 16      |
| 43 | Wolfgang Glawaty     | MBA          | 27      |
| 54 | Zbynek Havdra jr.    | MBA          | 33      |

## Classe sidecar
A Brno i sidecar tornano in pista dopo la morte di Jock Taylor in Finlandia; i piloti dichiarano comunque che in caso di pioggia non si gareggerà, anche perché il circuito cecoslovacco è anch'esso carente in tema di sicurezza; il boicottaggio sarà poi evitato dalle buone condizioni meteo.
L'equipaggio Rolf Biland-Kurt Waltisperg ottiene la 7ª pole su 7 Gran Premi, ma è costretto al ritiro poco dopo il via da problemi meccanici. Durante la gara un cedimento alla sospensione obbliga a fermarsi anche Egbert Streuer-Bernard Schnieders, che erano in testa con un buon margine; la lotta per la vittoria è quindi tra Michel-Burkhard e Schwärzel-Huber, con i primi che alla fine si aggiudicano la corsa.
La classifica provvisoria, che non include il GP di Finlandia per il momento invalidato, vede ora Schwärzel in testa con 64 punti e Biland secondo a 60.

### Arrivati al traguardo (posizioni a punti)[6][7]
| Pos | Nº | Pilota               | Passeggero       | Squadra                     | Sidecar       | Tempo    | Punti |
| --- | -- | -------------------- | ---------------- | --------------------------- | ------------- | -------- | ----- |
| 1   | 2  | Alain Michel         | Michael Burkhard |                             | Seymaz-Yamaha | 39'36"38 | 15    |
| 2   | 5  | Werner Schwärzel     | Andreas Huber    | Krauser Racing-Team Mering  | Seymaz-Yamaha | 39'36"84 | 12    |
| 3   | 4  | Derek Jones          | Brian Ayres      | Gunter Reuschling Schoeneck | LCR-Yamaha    | 39'56"38 | 10    |
| 4   | 7  | Rolf Steinhausen     | Hermann Hahn     | Kuzera Racing               | Busch-Yamaha  | 40'05"82 | 8     |
| 5   | 6  | Masato Kumano        | Kunio Takeshima  |                             | LCR-Yamaha    | 40'19"09 | 6     |
| 6   | 23 | Patrick Thomas       | H. Schilling     |                             | Seymaz-Yamaha | 40'35"10 | 5     |
| 7   | 10 | Trevor Ireson        | Donnie Williams  |                             | Ireson-Yamaha |          | 4     |
| 8   | 9  | Mick Boddice         | Chas Birks       |                             | Windle-Yamaha |          | 3     |
| 9   | 19 | Jean-François Monnin | Wolfgang Kalauch | Elf Racing                  | LCR-Yamaha    |          | 2     |
| 10  | 28 | Mick Barton          | Nick Cutmore     | Ken Clark Racing            | Yamaha        |          | 1     |